# (2113) Ehrdni
(2113) Ehrdni est un astéroïde de la ceinture principale.

## Description
(2113) Ehrdni est un astéroïde de la ceinture principale d'astéroïdes. Il fut découvert le 11 septembre 1972 à Naoutchnyï par Nikolaï Tchernykh. Il présente une orbite caractérisée par un demi-grand axe de 2,47 UA, une excentricité de 0,10 et une inclinaison de 6,4° par rapport à l'écliptique.

## Nom
L'astéroïde a été nommé en mémoire d'Ehrdni Teldjievitch Delikov (ru) (Эрдни́ Тельджи́евич Де́ликов, 1922-1942), un héros originaire de l'ancienne République socialiste soviétique autonome de Kalmoukie qui a été tué dans la grande guerre patriotique (1941-1945).

## Compléments